# Cerianthula canariensis
Cerianthula canariensis är en korallart som beskrevs av Oscar Henrik Carlgren 1924. Cerianthula canariensis ingår i släktet Cerianthula och familjen Botrucnidiferidae. Inga underarter finns listade i Catalogue of Life.